# Ángel Rubén Cabrera
Ángel Rubén Cabrera   (Mercedes, 9 d'octubre de 1939 - Mercedes, 15 de novembre de 2010) fou un futbolista uruguaià de la dècada de 1960.
Jugà internacionalment sis cops amb la selecció de futbol de l'Uruguai amb la qual també participà a la Copa del Món de Futbol de 1962. Pel que fa a clubs, defensà els colors de C.A. Peñarol.